# فیلتر غیرخطی
در پردازش سیگنال، فیلتر غیرخطی، فیلتری است که خروجی آن تابعی خطی از ورودی اش نیست؛ یعنی اگر سیگنال‌های خروجی فیلتر برای دو سیگنال ورودی r و s به‌طور جداگانه، سیگنال‌های R و S باشد،خروجی زمانی‌که ورودی یک ترکیب خطی αR + β است، همیشه αR + βS نمی‌شود.
فیلترهای حوزه پیوسته و فیلترهای حوزه گسسته، هر دو ممکن است غیر خطی باشند. یک مثال ساده از اولی (حوزه پیوسته) یک دستگاه الکتریکی می‌تواند باشد که ولتاژ خروجی آن در هر لحظه (R(t، مجذوری از ولتاژ ورودی(r(t است؛ یا یک ورودی محصور شده به یک محدوده ثابت [a , b] است، یعنی
((((R(t)=max(a , min(b, (r(t یک مثال مهم از دومی (حوزه گسسته) فیلتر میانه است؛ به طوری که هر نمونه خروجی R i میانهای از سه نمونه آخر ورودی r i، r i − 1، r i − 2 است. همانند فیلترهای خطی، فیلترهای غیرخطی ممکن است غیرقابل تغییر باشند یا خیر.
فیلترهای غیرخطی کاربردهای فراوانی دارند؛ به خصوص در رفع نوع خاصی از نویز که افزایشی نیستند. به عنوان مثال، فیلتر میانه به‌طور گسترده‌ای برای حذف نویز اسپایک استفاده می‌شود که تنها درصد کمی از نمونه‌ها را احتمالاً به میزان بسیار زیاد تحت تأثیر قرار می‌دهد. در واقع، تمام گیرنده‌های رادیو از فیلترهای غیرخطی برای تبدیل سیگنال‌های کیلو تا گیگاهرتز به محدوده فرکانس‌های صوتی استفاده می‌کنند؛ و تمام پردازش سیگنال دیجیتال به فیلترهای غیرخطی (مبدل سیگنال‌های آنالوگ به دیجیتال) بستگی دارد تاسیگنال‌های آنالوگ را به اعداد دودویی تبدیل کند.
با این حال، استفاده و طراحی فیلترهای غیرخطی نسبت به نوع خطی به‌طور قابل ملاحظه ای دشوارتر است، زیرا قدرتمندترین ابزارهای ریاضی تحلیل سیگنال (مانند پاسخ ضربه و پاسخ فرکانسی) بر روی آنها قابل استفاده نیست؛ بنابراین، به عنوان مثال، فیلترهای خطی اغلب برای حذف صدا و اعوجاجی که توسط فرایندهای غیرخطی ایجاد شده‌است، به کار می‌روند؛ صرفاً به این دلیل که طراحی و ساخت فیلتر غیرخطی مناسب، دشوار خواهد بود.
از موارد فوق، می‌توانیم بفهمیم که فیلترهای غیرخطی در مقایسه با فیلترهای خطی رفتار کاملاً متفاوتی دارند. مهم‌ترین مشخصه این است که برای فیلترهای غیرخطی، خروجی فیلتر یا پاسخ فیلتر از اصولی که قبلاً ذکر شده‌است، مخصوصاً مقیاس پذیری و تغییرناپذیری با انتقال تبعیت نمی‌کند. علاوه بر این، یک فیلتر غیرخطی می‌تواند نتایجی را ایجاد کند که در یک روش غیر شهودی تغییر کند.
به‌طور خلاصه، یک فیلتر غیرخطی فیلتری است که خروجی‌اش تابعی خطی از ورودی آن نیست. یعنی اگر سیگنال‌های خروجی فیلتر برای دو سیگنال ورودی r و s به‌طور جداگانه R و S باشد، اما خروجی زمانی که ورودی یک ترکیب خطی a * r + b * s است، همیشه a * R + b * Sنمی‌شود.

## سیستم خطی
چند اصل سیستم خطی را تعریف می‌کند. تعریف اصلی خطی بودن این است که خروجی باید یک تابع خطی از ورودی‌ها باشد، یعنی
{\displaystyle \alpha y_{1}(t)+\beta y_{2}(t)=H\left\{\alpha x_{1}(t)+\beta x_{2}(t)\right\}}
برای هر مقادیر اسکالر {\displaystyle \alpha } و {\displaystyle \beta }. این یک ویژگی اساسی طراحی سیستم خطی است و به عنوان برهم‌نهی شناخته می‌شود؛ بنابراین اگر این معادله معتبر نباشد، سیستم غیرخطی خوانده می‌شود. به عبارت دیگر وقتی سیستم خطی باشد، اصل برهم‌نهی می‌تواند به کار رود. دلیل این که تکنیک‌های تجزیه و تحلیل سیستم خطی به خوبی توسعه یافته‌است، همین حقیقت مهم است.

## کاربردها

### رفع نویز
سیگنال‌ها اغلب هنگام ارسال یا پردازش دچار خرابی می‌شوند؛ و یک هدف مداوم در طراحی فیلتر، بازسازی سیگنال اولیه است، فرایندی که معمولاً «رفع نویز» نامیده می‌شود. ساده‌ترین نوع تخریب، نویز افزایشی است؛ زمانی که سیگنال مطلوب S به سیگنال ناخواسته N که هیچ ارتباط شناخته شده‌ای با S ندارد، اضافه می‌شود. اگر نویز N دارای یک توصیف آماری ساده باشد، مانند نویز گاوسی، آن‌گاه یک فیلتر کالمن N را کاهش خواهد داد و S را به مقدار مجاز قضیه شانون بازمی‌گرداند. به‌طور خاص، اگر S و N در دامنه فرکانس همپوشانی نداشته باشند، می‌توانند به‌طور کامل توسط فیلترهای میان گذر خطی جدا شوند.
از سوی دیگر، برای تقریباً هر شکل دیگری از نویز، برای بازیابی حداکثر سیگنال، نوعی فیلتر غیر خطی مورد نیاز خواهد بود. برای نویز ضربی (که به جای افزودن به سیگنال، در آن ضرب می‌شود)، برای مثال، شاید کافی باشد ورودی را به یک مقیاس لگاریتمی تبدیل، یک فیلترخطی را اعمال و سپس نتیجه را به مقیاس خطی تبدیل کند. در این مثال، مراحل اول و سوم خطی نیستند.
همچنین زمانی که برخی ویژگی‌های غیرخطی سیگنال مهم‌تر از محتویات کلی اطلاعات هستند، فیلترهای غیرخطی ممکن است سودمند باشند. برای مثال، در پردازش تصویر دیجیتال، ممکن است بخواهید وضوح لبه‌های ضد نوراشیا در عکس‌ها یا اتصال خطوط در طرح‌های اسکن‌شده را حفظ کنید. فیلتر رفع نویز خطی معمولاً این ویژگی‌ها را محو می‌کند؛ فیلتر غیرخطی ممکن است نتایج رضایت‌بخش بیشتری ارائه دهد. (حتی اگر تصویر تار در معنی اطلاعات نظری درست‌تر باشد).
بسیاری از فیلترهای رفع نویز غیرخطی در حوزه زمان کار می‌کنند. آنها معمولاً سیگنال دیجیتال ورودی را درون یک پنجره محدود در اطراف هر نمونه بررسی می‌کنند و از یک مدل استنتاج آماری (تلویحی یا صریح) استفاده می‌کنند تا محتمل‌ترین مقدار برای سیگنال اصلی در آن نقطه را تخمین بزنند. طراحی چنین فیلترهایی به عنوان مشکل فیلتر کردن برای یک فرایند تصادفی در نظریه تخمین و نظریه کنترل شناخته شده‌است.
نمونه‌هایی از فیلترهای غیرخطی عبارتند از:
- حلقه‌های فاز قفل شده
- آشکارسازها
- میکسرها
- فیلترهای میانه

فیلتر غیرخطی هم‌چنین موقعیتی قاطع در کار پردازش تصویر را در اختیار دارد. در نوعی خط لوله برای پردازش تصویر در زمان واقعی، معمول است که شامل تعداد زیادی فیلتر غیرخطی برای فرم دادن، شکل‌دهی، آشکارسازی و دستکاری اطلاعات تصویر شود. علاوه بر این، هر یک از این انواع فیلتر را می‌توان به عنوان یک روش تحت شرایط خاص و روش دیگری تحت یک مجموعه متفاوت از شرایط با استفاده از تولید قانون فیلتر انطباقی، به کار برد. اهداف از رفع نویز تا خلاصه‌سازی مشخصه‌ها متفاوت است. فیلتر کردن داده‌های تصویر یک فرایند استاندارد است که تقریباً در تمام سیستم‌های پردازش تصویر مورد استفاده قرار می‌گیرد. فیلترهای غیرخطی بیشترین فرم به کار گرفته شده در ساخت فیلتر هستند. به عنوان مثال، اگر یک تصویر حاوی مقدار کمی نویز اما با مقدار نسبتاً زیاد باشد، آن‌گاه یک فیلتر میانه ممکن است مناسب‌تر باشد.

### فیلتر کوشنر-استراتونوییچ
مشکل فیلترینگ غیرخطی بهینه در اواخر دهه ۱۹۵۰ و اوایل دهه ۱۹۶۰ توسط روسلان استراتونوویچ و هارولد جی کوشنر حل شد.
راه حل کوشنر-استراتونوییچ یک معادله دیفرانسیل تقسیم‌بندی تصادفی است. در سال ۱۹۶۹ موشه زاکای پویایی ساده‌ای را برای قانون شرطی نابهنجار فیلتر معرفی کرد که به عنوان معادله زاکای شناخته می‌شود. موری چلیت مورل و دومینیو میشل اثبات کرده‌اند که این راه حل به‌طور کلی در ابعادی بی‌نهایت است و به همین ترتیب نیازمند تقریب‌های بعدی محدود است. این ممکن است مانند فیلتر کلمن تعمیم یافته مبتنی بر روش‌های اکتشافی باشد یا فیلترهای تراکم فرضی که توسط پیتر میبک توصیف شدند، یا فیلترهای تصویر که توسط دامیانو بریگو، برنارد هانزون و فرانسوا گلند معرفی شدند. بعضی از زیرمجموعه‌های آنها نشان می‌دهد که با فیلترهای تراکم فرضی مطابقت دارد.

### فیلترهای انتقال انرژی
فیلترهای انتقال انرژی یک نوع از فیلترهای پویا غیرخطی است که می‌توانند برای انتقال انرژی به شیوه‌ای طراحی شده مورد استفاده قرار گیرند. انرژی می‌تواند به باندهای فرکانس بالاتر یا پایین‌تر حرکت کند، بر روی یک محدوده طراحی شده منتشر یا متمرکز شود. بسیاری از طراحی‌های فیلتر انتقال انرژی امکان‌پذیر است، و این‌ها درجه آزادی بیشتری را در طراحی فیلتر فراهم می‌کند که فقط با استفاده از طراحی‌های خطی امکان‌پذیر نیست.